# A fekete furgon titka
A fekete furgon titka (Route 666) az Odaát című televíziós sorozat első évadának tizenharmadik epizódja.

## Cselekmény
Dean telefonhívást kap egyik régi szerelmétől, a fekete bőrű Cassietől, aki a fiú segítségét kéri: apja ismeretlen körülmények közt autóbalesetben elhunyt, egy héten belül pedig ez volt a második hasonló eset, ráadásul mindkét áldozat fekete. A fivérek így hát Missouri államba autóznak, ahol a lánytól bővebben megtudják, hogy az első áldozat az apja munkatársa, egy bizonyos Clayton Solmes volt, akivel együtt vezettek egy vállalkozást. 
Éjszaka újabb haláleset történik; ismét egy színes bőrű férfi az áldozat, a helyi lap szerkesztője, illetve Cassie apjának szintén volt barátja, Jimmy Anderson. A másnapi helyszínelésnél Cassie tűnik fel, és összeveszik Harold Todd polgármesterrel, amiért az nem hajlandó lezáratni az útszakaszt, melyen mindhárom tragédia történt. Winchesterék ez idő alatt kifaggatnak néhány helyi lakost, akiktől megtudják, hogy az 1960-as években történtek már hasonló esetek, amiket a szemtanúk szerint egy rejtélyes, sofőr nélküli fekete furgon okozott. Dean este meglátogatja Cassiet otthonában, ahol aztán pillanatok alatt ismét fellobban szerelmük, és az ágyban kötnek ki. Másnap reggelre Todd polgármester holttestére bukkannak az út mentén, halálát feltehetőleg egy autó okozta. Este pedig, mikor Cassie egyedül van otthon, a ház előtt megjelenik neki a fekete furgon, hangos kerékcsikorgást és morgást hallatva. Segítségére a fivérek sietnek, ám mire megérkeznek, a jármű eltűnik. Cassie fehér bőrű anyja, Mrs. Robinson ekkor mondja el, hogy férje halála előtt az ugyanígy látta a járgányt, majd egy régi történetet is elmesél: 40 éve, amikor ő és Cassie apja, Martin össze akartak házasodni, előző udvarlója, egy Cyrus Doloran nevű férfi tiltakozásképpen az esküvő előtt felgyújtotta a templomot, bennégetve egy gyermekkórust, majd megpróbált végezni Martinnal. Az eset végül másképpen végződött: a férfi önvédelemből megölte Cyrust, holttestét pedig két barátjával, Clyton Solmes-szal és Jimmy Andersonnal betették annak autójába, és a mocsárba lökték. Az esetet az akkor még csak polgármester-helyettes Harold Todd nyomozta ki, ám mivel tudta, mit tett a később eltűntnek nyilvánított Cyrus, nem tett semmit. Csakhogy Cyrus egykori, omladozó házát nemrég ledózerolták, és akkor elkezdődtek a gyilkosságok azok ellen, akik hosszú évtizedeken át hallgattak az ügyről. Cassie 
Dean és Sam előtt világossá válik, hogy Doloran autójának szelleme kísért, és hogy ezt elpusztítsák, fel kell égetniük a jármű roncsait. A fivérek egy traktorral kivontatják az autót a mocsárból, majd felgyújtják, amikor is megjelenik a szellemjárgány. Mivel a maradványok megsemmisítése nem segített, Dean a Chevroletbe ugrik, majd elcsalogatja onnan, Sam javaslatára a felgyújtott templom maradványaihoz, ahol végül a szentelt föld hatására a gyilkos jármű szétporlad.
Másnap Cassie elmondja Deannek, hibázott, amikor elhagyta őt, és nem hitt neki, amikor azt állította, hogy a természetfelettire vadászik. Érzelmes búcsút vesznek egymástól, a fiúk pedig szokás szerint autóba ülnek, és szokás szerint tovább indulnak...

## Természetfeletti lények

### Cyrus Dorian és autója szelleme
Cyrus Dorian egy fiatalember volt az 1960-as években, aki udvarolt Cassie Robinson édesanyjának. Mikor azonban őt egy Martin nevű férfi elcsábította előle, borzalmas tettre szánta el magát: a két fiatal házassága előtt felgyújtotta a frigy létrejöttéül szolgálható templomot, bennégetve ezzel az odabent próbáló gyermekkórust. Ám a férfi nem elégedett meg ennyivel; megpróbált végezni Martinnal. Az eset azonban fordítva sült el, a támadott megölte támadóját, majd két barátjával, Clyton Solmes-szel és Jimmy Andersonnal annak autójába tették, majd pedig a mocsárba lökték. Az ügy ugyan nem került nyilvánosságra, Cyrust eltűntnek nyilvánították, ám az akkor polgármester-helyettesként dolgozó Harold Todd tudomást szerzett a gyilkosságról, de hallgatott róla, mivel tudta, Cyrus volt a felelős a kórus haláláért.
4 évtizeddel a történtek után azonban Cyrus birtokát a polgármesterré lett Harold Todd vásárolta fel, az itt álló omladozó házat pedig ledózeroltatta. Ezután kezdődött meg egy gyilkosságsorozat, amit Cyrus bosszúálló szellemautója követett el, az áldozatok pedig mind olyanok voltak, aki tudtak az akkori gyilkosságról. A kísértetjárgány elpusztítására azonban nem volt elég maradványainak felégetése, megszentelt földre kellett csalogatni, ahol ezt követően szétporladt.   

### Szellem
A szellem egy olyan elhunyt ember lelke, ki különös halált halt, és lelke azóta az élők közt kísért, általában egy olyan helyen, mely fontos volt az illetőnek földi életében. Szellemekből sokféle létezik: kopogószellem, bosszúálló szellem, vagy olyan ómen, mely figyelmezteti az embereket egy közelgő veszélyre.

## Időpontok és helyszínek
- 2006. április 25. és május 5. közötti valamelyik 4 nap – Girardeau Fok, Missouri

## Zenék
- The James Gang – Walk Away
- Bad Company – She Brings Me Love
- Blind Faith – Can't Find My Way Home